# Ancylotrypa cornuta
Ancylotrypa cornuta är en spindelart som beskrevs av William Frederick Purcell 1904. Ancylotrypa cornuta ingår i släktet Ancylotrypa och familjen Cyrtaucheniidae. Inga underarter finns listade i Catalogue of Life.